# 体積分率
化学における、体積分率（たいせきぶんりつ、英語: volume fraction）φi とは、混合物中のある成分の体積Vi の混合前のすべての成分の体積の合計に対する割合である：
{\displaystyle \phi _{i}={\frac {V_{i}}{\sum _{j}V_{j}}}}
分母が混合したあとの体積である体積濃度とは異なる量である。
理想気体の場合は、モル体積が気体の種類によらず同一であるため、体積分率はモル分率と同じである。